# Корнеев, Алексей Александрович
Алексе́й Алекса́ндрович Корне́ев (6 февраля 1939, Москва — 14 декабря 2004, там же) — советский футболист, защитник.
Мастер спорта (1961), мастер спорта международного класса (1966). Участник чемпионата Европы 1964 и чемпионата мира 1966 (4-е место).
Старший брат Александр играл в хоккей и футбол.

## Достижения
- Чемпион СССР: 1962
- серебряный призер:1963
- бронзовый призер:1961
- Обладатель Кубка СССР (2): 1963, 1965
- Победитель Всемирных спортивных игр молодёжи и студентов: 1962[источник не указан 2308 дней]